# مرزیکلا
مرزی‌کلا از شهرهای کوچک استان مازندران و مرکز بخش بابل‌کنار شهرستان بابل است. شهر مرزی‌کلا در جنوب شهرستان بابل واقع شده‌است  مردم مرزی‌کلا از قومیت طبری هستند و به زبان مازندرانی گویش می‌کنند. این شهر در بیست کیلومتری جنوب شهر بابل و در مرکز بخش بابلکنار واقع است و به عنوان پل ارتباطی به جاده‌ی فیروزکوه، در منطقه ی کوهستانی و جنگل های کنار بابلرود، به شمار می‌رود.
جادهٔ گنج افروز (بابل‌کنار) از این شهر می‌گذرد و امتداد آن از جنوب به شهرستان سوادکوه شمالی (شیرگاه) و جاده سوادکوه به تهران متصل می‌شود. رودخانه بابل رود که از کوه‌های سوادکوه سرازیر می‌شود از کنار این شهر عبور کرده و با گذر از روستاهای متعدد و عبور از شهرهای بابل و بابلسر به دریای مازندران می‌ریزد.
عمده شغل مردم شهر مرزیکلا به مانند روستاهای مجاور کشاورزی است. در سال ۱۳۴۷ به همت 
شهبانو فرح دیبا ( آخرین همسر محمدرضا پهلوی، دومین پادشاه از خاندان پهلوی) ) ، زایشگاهی در مرزیکلا تأسیس شد که تا به امروز خدمات بهداشتی شایانی به مردم منطقه نموده‌است. امروزه این زایشگاه تبدیل به بیمارستان (بیمارستان هفده شهریور مرزی‌کلا) شده که با همت اهالی شهر و روستاهای مجاور، قرار است بخشهای مختلفی نظیر آزمایشگاه و … جهت رفاه حال مردم به آن اضافه گردد.
شهر مرزی‌کلا، شامل چهار محله مرزی‌کلا، پیتکا، رئیس‌کلا و سیادرکا است.

## جمعیت
بر اساس سرشماری سال ۱۳۹۵ جمعیت این شهر برابر با ۸۶۸ نفر جمعیت بوده‌است. مردم مرزیکلا به زبان مازندرانی گویش می‌کنند.